# Калман (Алабама)
Калман (енгл. Cullman) град је у америчкој савезној држави Алабама. По попису становништва из 2020. у њему је живело 18.213 становника.

## Демографија
Према попису становништва из 2010. у граду је живело 14.775 становника, што је 780 (5,6%) становника више него 2000. године.
| Група             | 2000.          | 2010.          |
| Белци             | 13.013 (93,0%) | 13.128 (88,9%) |
| Афроамериканци    | 50 (0,4%)      | 127 (0,9%)     |
| Азијати           | 63 (0,5%)      | 139 (0,9%)     |
| Хиспаноамериканци | 679 (4,9%)     | 1.216 (8,2%)   |
| Укупно            | 13.995         | 14.775         |